# SN 1998ex
SN 1998ex – supernowa typu Ia odkryta 25 listopada 1998 roku w galaktyce M+11-10-16. W momencie odkrycia miała maksymalną jasność 18,50m.